# Arctia osta
Arctia osta là một loài bướm đêm thuộc phân họ Arctiinae, họ Erebidae.